# Waplewo (osada w powiecie olsztyńskim)
Waplewo – osada w Polsce położona w województwie warmińsko-mazurskim, w powiecie olsztyńskim, w gminie Olsztynek.
W latach 1975–1998 miejscowość należała administracyjnie do województwa olsztyńskiego.